# Черна мура
Черната мура (Pinus heldreichii) е един от петте вида бор, характерни за България.

## Характеристика на вида
Листата на този вид дърво са игловидни („иглици“) и са събрани по 2 в брахибласт. Те са тъмнозелени и дълги около 10 cm. Задържат се върху клонките по 6 – 8 години. Пъпките са без смола, което е един от основните и най-лесни белези, по които черната мура се отличава от черния бор. Кората на дърветата в млада възраст е гладка и светла, а по-късно се напуква плочковидно, като броня, поради което на немски се нарича „брониран бор“ (Panzernkiefer).
Шишарките на този вид приличат на тези на черния бор, но се отличават по два признака:
1. Шишарковите люспи на черната мура са оцветени еднакво от външната и от вътрешната страна, докато тези на черния бор от външната страна са черни, а от вътрешната – кафяви.
2. Освен това, шишарките на черната мура преди узряване са виолетови, а след узряване – светлокафяви и нямат специфичната лъскавина, която имат шишарките на черния бор.

Черната мура живее дълго – най-старото дърво от този вид в България е Байкушевата мура над „Бъндерица“ в Пирин, която е на 1300 години. Наречена е така в чест на лесовъда Константин Байкушев, който е направил първите измервания на възрастта ѝ в началото на 20 век.

## Разпространение
В България черната мура расте само в планините Пирин и Славянка. Дърветата, които се забелязват на други места (например отделни групи на Витоша), са засадени там от човека. Расте изключително на варовит терен. Общото разпространение на този вид обхваща Балканския полуостров, поради което се нарича „балкански субендемит“, както и района на Калабрия, южна Италия.